# Republik China (1912–1949)
Die Republik China, auch als Nationalchina bekannt, wurde im Jahr 1912 ausgerufen. Bis 1949 umfasste ihr Staatsgebiet ganz China, seit 1945 einschließlich des seit 1895 japanischen Taiwans. Nach ihrer Niederlage im Chinesischen Bürgerkrieg (1927–1949) zog sich die von der Kuomintang geführte Regierung auf die Insel Taiwan zurück. Auf dem chinesischen Festland etablierte sich dagegen die Volksrepublik China. Bis heute existiert die Republik China als jedoch nur von wenigen Staaten anerkanntes Völkerrechtssubjekt auf Taiwan weiter.

## Geschichte

### Ausrufung der Republik und erste Jahre
Seit Ende des 19. Jahrhunderts gab es in China Bestrebungen, die Mandschudynastie zu stürzen. Die treibenden Kräfte dieser Bestrebung kamen aus dem Ausland sowie aus den westlich erzogenen Intellektuellenschichten in den kolonialisierten Gebieten wie zum Beispiel Hongkong, Kanton und Shanghai. Im Zuge der heute sogenannten Xinhai-Revolution und des kurz darauf erzwungenen Thronverzichts des sechs Jahre alten Thronfolgers Puyi brach das Kaiserreich China 1911 zusammen.
Am 1. Januar 1912 wurde die Republik China ausgerufen und der Reformer Sun Yat-sen zum Interimspräsidenten gewählt. Die gleichzeitig in Kraft getretene Provisorische Verfassung Chinas erklärte das Land zu einer Republik nach US-amerikanischem Muster. Sun Yat-sen trat im Februar 1912 das Amt des Präsidenten an den ehemaligen kaiserlichen Verwaltungsbeamten und Offizier Marshall Yuan Shikai ab. Die von Sun Yat-sen gegründete Nationale Volkspartei China (Kuomintang, KMT), stärkste politische Kraft, versuchte in einer „Zweiten Revolution“ mit Hilfe von Militärmachthabern, die ihr treu geblieben waren, vergeblich, ihre Ansprüche auf die Staatsführung durchzusetzen. Ihr Aufstand wurde zwischen dem 12. Juli und dem 13. August 1913 von Beiyang-Verbänden Yuans niedergekämpft. Am 4. November 1913 ließ Yuan Shikai die KMT für illegal erklären, änderte die Verfassung und ließ sich 1914 zum Präsidenten auf Lebenszeit wählen. Er stützte seinen Herrschaftsanspruch vor allem auf das Militär. Binnen weniger Jahre hatte Yuan seinen politischen Kredit verspielt: Im republikanisch gesinnten Militär verlor Yuan Shikai seinen Rückhalt, nachdem er sich selbst zum neuen Kaiser von China ernannt hatte. Zudem wurde er bei der Bevölkerung unbeliebt, als er im Frühjahr 1915 die Einundzwanzig Forderungen der japanischen Regierung annahm, die Tokio weitgehende territoriale, wirtschaftliche und politische Rechte in China verleihen sollten.
Yuan Shikai starb am 6. Juni 1916 in Peking. Nach seinem Tode zerfiel China vollends in regionale Herrschaftsbereiche, die von verschiedenen als Warlords bezeichneten Militärführern regiert wurden (sogenannte Beiyang-Regierungen). Auswege aus dieser Situation suchten Bildungsbürger aus verschiedenen Gesellschaftsschichten, die ab 1915 eine umfassende kulturelle Erneuerung Chinas forderten. Die traditionelle konfuzianische Weltanschauung sollte dazu durch neue Leitbilder, speziell moderne Wissenschaft, individuelle Freiheit und Demokratie, abgelöst werden.

### Zeit nach dem Ersten Weltkrieg
Politische Dimensionen nahm 1919 die Bewegung des vierten Mai an, als die Siegermächte des Ersten Weltkrieges die deutschen Sonderrechte in der Provinz Shandong (Kiautschou) nicht an China zurückgaben, sondern an Japan übertrugen, obgleich China 1917 auf Seiten der Alliierten und Assoziierten Mächte am 14. August 1917 in den Krieg eingetreten war. Die Vierte-Mai-Bewegung rief landesweite Proteste hervor und entwickelte einen antikolonialen Nationalismus.
Nominell betrachteten die Fremdmächte China als geeintes Staatswesen, de facto förderten sie die Uneinigkeit durch Dezentralisierung. Um eine nationale Einheit zu verhindern, unterstützten die Fremdmächte ab 1919 verstärkt verschiedene Fraktionen und Warlords mit Geld und Waffen. Dabei wechselten sie wiederholt Allianzen, forcierten gezielt Umstürze und initiierten Bürgerkriege, wie den Zhili-Anhui-Krieg von 1920, den Ersten Zhili-Fengtian-Krieg von 1922, den Zweiten Zhili-Fengtian-Krieg von 1924 und den Anti-Fengtian-Krieg von 1926.
So herrschte beispielsweise in der Mandschurei der von Japan und der Sowjetunion (UdSSR) abwechselnd finanzierte Warlord Zhang Zuolin. Die Generäle Cao Kun, Sun Chuanfang, Wu Peifu erhielten ihr Kriegsmaterial von Großbritannien sowie Frankreich und kontrollierten die Provinzen Zhili, Shandong, Henan, Hubei. In Guangzhou (Kanton) unterstützten die USA und die UdSSR die von Sun Yat-sen gebildete Südregierung, welche die Legitimität der Beiyang-Regierung nicht anerkannte. Für die ausländischen Mächte zahlte sich die von ihnen initiierte Uneinigkeit aus: China stand spätestens 1925 weltweit auf Platz 1 der Rüstungsimporte. Die Finanzierung der „Militärhilfen“ erfolgte über den internationalen Kapitalmarkt mittels für China unvorteilhafter Anleihen sowie mittels Rechteabtretungen chinesischer Gold-, Kohle- oder Erzbergwerke an ausländische Staaten und Unternehmen.
Ab Mitte der 1920er Jahre ging die größte externe Bedrohung der Republik China von der Sowjetunion und Japan aus. Gegen den Widerstand der Kommunistischen Internationale (Komintern) setzte Josef Stalin Anfang 1924 die Bildung einer Allianz der Kommunistischen Partei Chinas (KPCh) mit der Kuomintang durch. Diese „erste Einheitsfront“ wurde aus Sicht verschiedener Historiker seitens der Sowjetunion aus einem Mangel an Alternativen für die damals machtlose und mitgliederschwache KPCh gebildet. Erklärter Zweck war es, „unter Mitgliedern der Nationalen Volkspartei Propaganda zu betreiben, um sie für den Kommunismus zu gewinnen“. Auf diesem Wege gelang der KPCh der Aufstieg von einer unbedeutenden Kampfgruppe zu einer Massenpartei: die Mitgliederzahl erhöhte sich von 57 im Jahr 1921 auf 300 im Juni 1924; bis Januar 1926 auf 10.000 und bis April 1927 auf 58.000.

### Chinesischer Bürgerkrieg
Nach dem Tod von Sun Yat-sens begann die Kuomintang gemeinsam mit der KPCh unter der Führung von Chiang Kai-shek im Sommer 1926 den Nordfeldzug gegen die Beiyang-Warlords. Diese Expedition war lange Zeit vorher von Sun Yat-sen geplant. Mit Unterstützung der Sowjetunion hatte er hierfür 1924 die Whampoa-Militärakademie und die Nationalrevolutionäre Armee gegründet. Der Nordfeldzug erwies sich als großer Erfolg. Binnen eines halben Jahres konnten die vereinten Truppen bis zum Gelben Fluss vorstoßen und dabei mehrere, als Eliteeinheiten angesehene Beiyang-Truppen zerschlagen. Während des Nordfeldzuges zerbrach die Allianz zwischen der Kuomintang und KPCh. Am 11. September 1927 initiierte die Komintern den Herbsternte-Aufstand, womit der Chinesische Bürgerkrieg begann. Stalin, der wie Großbritannien stets ein schwaches China wollte, unterstützte während des Bürgerkrieges sowohl die chinesischen Kommunisten als auch Nationalchinesen mit Waffen, Geld und Militärberatern.
Dennoch konnte Chiang Kai-shek die Provinzen zusammenführen und 1928 formal die Chinesische Wiedervereinigung verkünden. Ab diesem Zeitpunkt musste die Nationalregierung der Republik China einen Vier-Fronten-Krieg führen: gegen Japan, die Sowjetunion, die chinesischen Kommunisten sowie gegen Großbritannien. 1929 provozierte die UdSSR den Sowjetisch-Chinesischen Grenzkrieg, der mit einer Niederlage der Nationalrevolutionären Armee endete. Nach dieser Auseinandersetzung entstand in den chinesischen Nordprovinzen ein Machtvakuum. Die Auswirkung des Konflikts führte 1931 zur Mandschurei-Krise und 1932 zur Gründung des japanischen Marionettenstaates Mandschukuo.
1934 erfolgte die Sowjetische Invasion in Sinkiang sowie im gleichen Jahr der britische Versuch, nach dem Banhong-Zwischenfall Gebiete in den Provinzen Cangyuan und Yunnan zu annektieren. Nach Beginn des Japanisch-Chinesischen Krieges 1937 konzentrierten sich die Kräfte der Nationalrevolutionären Armee auf die Abwehr der japanischen Truppen. Unter dem Druck der UdSSR bildete die Kuomintang erneut eine Allianz mit den Kommunisten, die zweite Einheitsfront. Stalins unaufrichtige Chinapolitik wurde beiden Parteien 1941 nach Abschluss des japanisch-sowjetischen Friedens- und Freundschaftsvertrags deutlich, auf dessen Grundlage die sowjetischen Waffenlieferungen an die Nationalchinesen genauso wie an die chinesischen Kommunisten zum grundsätzlichen Erliegen kamen. Unterstützung im Kampf gegen Japan erhielt China fast nur noch von den USA.
Spätestens ab 1942 eroberte die KPCh hinter dem Rücken ihres Kooperationspartners verlorenes Terrain zurück. Während die Armee der Kuomintang im Krieg mit Japan die Hauptlast trug und größtenteils aufgerieben wurde, sparten die kommunistischen Verbände ihre Waffen und Kräfte für die spätere „Revolution“. Offiziell zerbrach die zweite Einheitsfront im Frühling 1946. Nach dem Zweiten Weltkrieg musste die UdSSR auf Wunsch ihrer Alliierten sich dazu verpflichten, die Kuomintang als reguläre chinesische Regierung anzuerkennen. Die sowjetische Anerkennung der Nationalregierung bedeutete zugleich die Verpflichtung zu deren alleiniger Unterstützung.
Tatsächlich gewährte Stalin bereits seit Anfang 1945 erneut den chinesischen Kommunisten erheblichen finanziellen Beistand. Die Geld- und Waffenlieferungen an die KPCh betrieb die sowjetische Führung unter maximaler Geheimhaltung, denn dies war eine eklatante Verletzung des Vertrages, den Stalin mit den Alliierten abgeschlossen hatte. Beeinflusst von der Sowjetunion zettelte die KPCh in ganz China unzählige Guerillakriege an, die letztendlich 1949 zum Sieg der Volksbefreiungsarmee führten. Als Resultat des Bürgerkrieges bestehen bis heute de facto zwei separate chinesische Staaten: zum einen die Volksrepublik China und zum anderen die von nur wenigen Staaten als eigenständig anerkannte Republik China (Taiwan).

## Außenpolitik
Die Außenpolitik der Republik China wurde durch das Fehlen innerer Einigkeit erschwert. Dies wurde durch äußere Einflüsse verstärkt, da Japan, das Vereinigte Königreich, Frankreich, Italien, Russland beziehungsweise ab 1920 die Sowjetunion Anspruch auf große Teile Chinas erhoben. Während der Gründungszeit der Republik erkannten alle Großmächte die „Kriegsherren-Regierung“ von Yuan Shikai in Peking an. Hierfür gab die Republik gezwungenermaßen ihre Ansprüche auf die Äußere Mongolei auf. Die Republik war weiterhin Oberherr dieser Provinz, jedoch wurden Russland in der Mongolei weitestgehend freie Hand gelassen. 1918 entsandte die Republik Repräsentanten für die Unterzeichnung des Friedensvertrags von Versailles, die von der chinesischen Bevölkerung mit der Bewegung des vierten Mai beantwortet wurde.
Nach dem Sieg der Kuomintang erreichte die neue Nationalregierung in Nanjing weltweite Anerkennung. Diese Anerkennung blieb bis zum Ende des chinesischen Bürgerkriegs 1949 erhalten, die einzige Ausnahme bildete die japanische Marionettenregierung, die von den Achsenmächten anerkannt wurde. Während des Zweiten Weltkrieges stand die Republik China auf Seiten der Alliierten und wurde Gründungsmitglied der Vereinten Nationen sowie Ständiges Mitglied im Sicherheitsrat der Vereinten Nationen.

## Wirtschaft

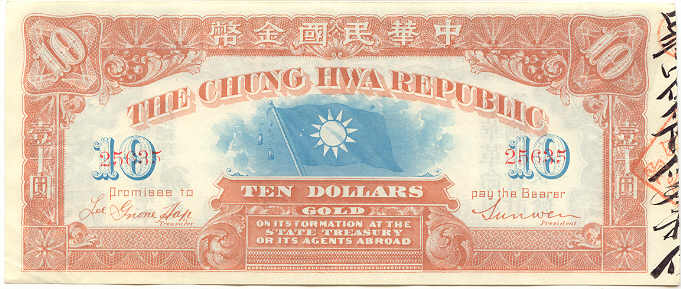
Chinesische Anleihe

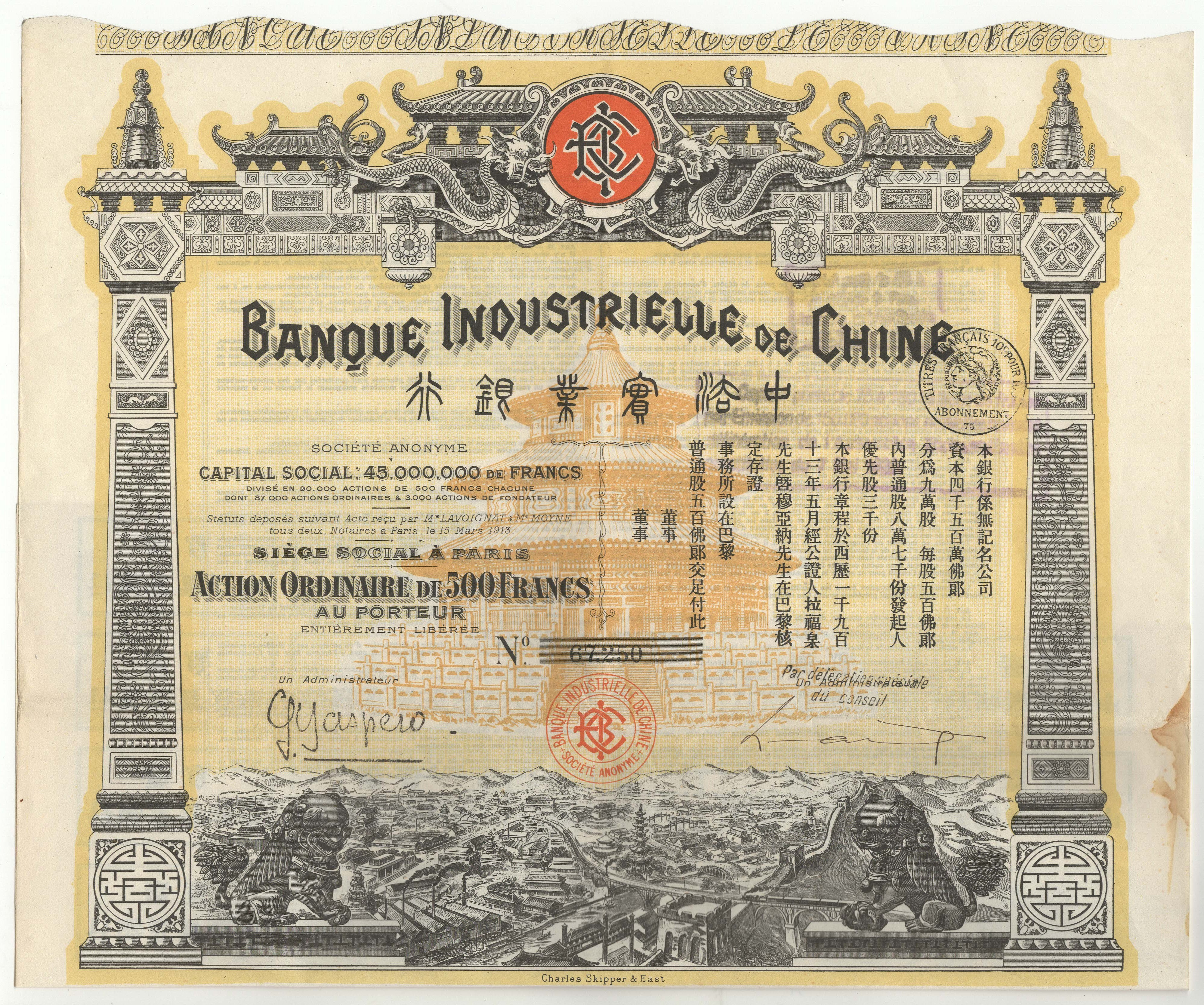
Aktie der Banque Industrielle de Chine vom 15. März 1913

Während der ersten Hälfte des 20. Jahrhunderts war die Wirtschaft der Republik China, also ganz Chinas, kapitalistisch mit großer international-wirtschaftlicher Interaktion. Eine Entwicklung wurde jedoch durch konstante Kriege und interne sowie externe Kämpfe behindert. Die Regierung versuchte 1913, die Wirtschaft durch die Gründung der Banque Industrielle de Chine mit Zweitsitz in Paris voranzutreiben. Weitere Wirkungen blieben durch eine hohe Inflation gering, da die Regierung für den Krieg 1928 gegen die Sowjetunion und ab 1937 für den Krieg gegen Japan Geld druckte. Auslandsschulden machten die Wirtschaft zudem vom internationalen Markt beeinflussbar. Nationalisten wie Yuan Shikai waren durch Schuldscheindarlehen bei den USA verschuldet.
Über eine eigene Industrie verfügte China bis 1945 kaum. Durch die Politik der offenen Tür unterlag das Land semi-kolonialen Strukturen. Die Bevölkerung bestand größtenteils aus grundlosen Pächtern und wenigen Großgrundbesitzern.